# Katja Langkeit
Katja Langkeit (* 22. November 1983 in Rostock) ist eine ehemalige deutsche Handballspielerin.

## Leben
Die 1,76 m große Linksaußenspielerin begann im Alter von acht Jahren mit dem Handballspielen beim HC Empor Rostock. 1999 wechselte sie zum HC Leipzig. Die schnelle, sprung- und wurfkräftige Spielerin bildete in der Saison 2006/07 bei den Leipzigern gemeinsam mit Idalina Borges Mesquita das Duo auf Linksaußen. In der vorhergegangenen Saison galt sie mit der nach Dänemark gewechselten Camilla Thorsen als das stärkste Duo der Bundesliga.
Ab der Saison 2007/08 spielte sie zwei Spielzeiten für die Rhein-Main Bienen. Zur Saison 2009/10 wechselte Langkeit zur HSG Blomberg-Lippe.
Zur Saison 2011/12 wechselte sie zum Ligakonkurrenten Buxtehuder SV und ersetzte dort Susanne Petersen, die ihre Karriere beendete. Nach der Saison 2012/13 beendete Langkeit ihre Karriere.
Am 10. Juni 2006 bestritt sie ihr erstes Länderspiel für die deutsche Handballnationalmannschaft, in dem sie 3 Tore gegen die Schweiz warf. Insgesamt absolvierte sie 17 Länderspiele, in den sie 28 Treffer erzielte.

## Erfolge
- 5. Platz Juniorinnen-WM 2003
- Deutsche Meisterschaft 2006
- DHB-Pokalsiegerin 2006 und 2007